# Запорізький науково-дослідний центр з механізації тваринництва
Запорізький науково-дослідний центр з механізації тваринництва (ЗНДЦМТ) — спеціалізована наукова організація, що опікується проблемами механізації тваринництва в Україні. Центр підпорядкований Інституту механіки та автоматики агропромислового виробництва НААН України.

## Історія інституту
Історія інституту починається з 1930 року — з організації на острові Хортиця дослідної станції з електрифікації сільського господарства, одночасно з будівництвом Дніпровської ГЕС, як першого в СРСР та в Україні опорного пункту з електрифікації сільського господарства.
Етапи розвитку інституту:
- 1934 рік — Запорізький філіал Всесоюзного інституту електрифікації сільського господарства (ВІЕСГ);
- 1966 рік — Центральний науково-дослідний інститут механізації і електрифікації тваринництва Південної зони СРСР (ЦНДІМЕТ);
- 1971 рік — Центральний науково-дослідний і проектно-технологічний інститут механізації та електрифікації тваринництва Південної зони СРСР (ЦНДПТІМЕТ);
- до 1987 року інститут перебував у підпорядкуванні ВАСГНІЛ;
- з листопада 1987 року — у підпорядкуванні Держагропрому СРСР;
- з квітня 1992 року — підпорядковувався Національній академії аграрних наук України;
- 14 квітня 1992 року — перейменований в Інститут механізації тваринництва НААН України. За даними Єдиного державного реєстру юридичних осіб, фізичних осіб-підприємців та громадських формувань (ЄДР), дата державної реєстрації ІМТ НААН (код 00496745);
- 24 листопада 2011 року — відповідно до наказу НААН № 325 ІМТ НААН реорганізовано у відділ біоекотехнічних систем у тваринництві Національного наукового центру «Інститут механізації та електрифікації сільського господарства НААН України»;
- 2013 — відділ біоекотехнічних систем у тваринництві перетворений на Запорізький науково-дослідний центр з механізації тваринництва ННЦ «ІМЕСГ»[1]

## Структура
В інституті механізації тваринництва функціонувало 10 наукових лабораторій, 5 секторів, 3 відділи — (конструкторський, проектно-технологічних рішень, науково-технічної інформації), експериментальне виробництво:
- Лабораторія агроекології
- Лабораторія економічних досліджень
- Лабораторія електрифікації
- Лабораторія механізації вівчарства
- Лабораторія механізації заготівлі кормів
- Лабораторія механізації приготування кормів
- Лабораторія механізації птахівництва
- Лабораторія механізації свинарства
- Лабораторія механізації ферм виробництва молока
- Лабораторія механізації ферм відгодівлі великої рогатої худоби
- Лабораторія хімічних аналізів
- Конструкторський відділ
- Бухгалтерія та планово-виробничий відділ
- Відділ проектно-технологічних рішень
- Відділ науково-технічної інформації
- Відділ випуску науково-технічної документації
- Сектор інтелектуальної власності.

## Наукові здобутки
Науковими співробітниками центру досліджуються різні проблеми тваринництва: оптимізація технологічних процесів стосовно нових умов виробництва; створення обладнання для утримання великої рогатої худоби, свиней, вівців, птахів. Розроблялося сучасне устаткування для лікування тварин та птахів, годівлі, напування, виконання фізіологічних потреб, забезпечення мікроклімату, теплопостачання, заготівлі та приготування кормів, видалення та переробки відходів ферм, забезпечення електро- та агроекології, поліпшення умов праці обслуговчого персоналу.
Актуальними розробками центру були концепція та Державна програма розвитку механізації тваринництва України, система технологічних процесів і машин для механізації тваринництва, птахівництва і кормовиробництва, які відображають технічну політику галузі на наступні роки.
За попередні роки центром було запроваджено майже 600 завершених розробок, поставлено на серійне виробництво 68 машин і устаткування, опубліковано понад 2400 наукових праць, 35 монографій, одержано понад 1000 авторських свідоцтв і патентів.
З 2008 по 2013 роки створено і вдосконалено 46 найменувань машин і обладнання, з них 21 за результатами державних приймальних випробувань рекомендовані до поставлення на виробництво.